# High School for the Performing and Visual Arts

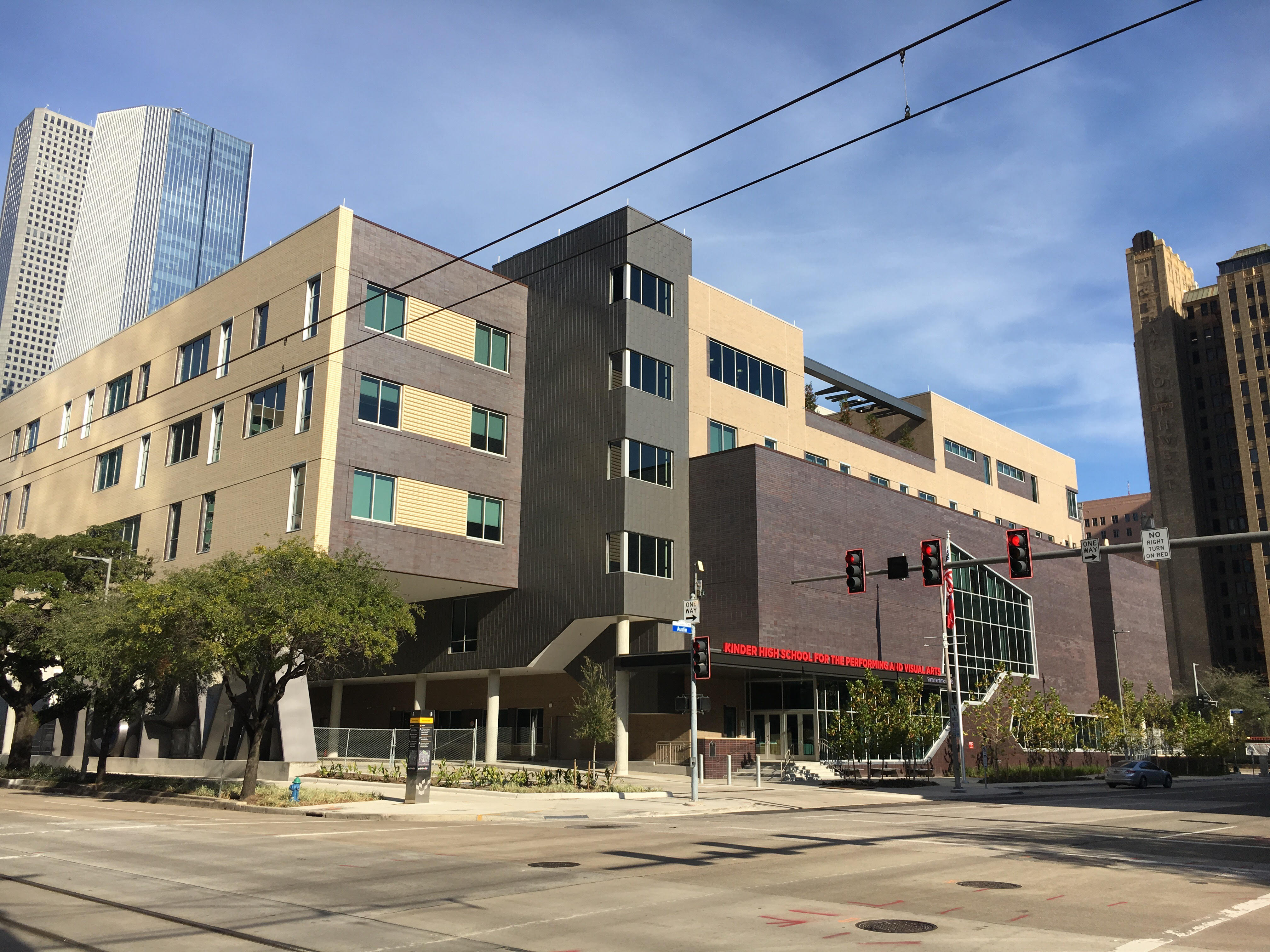
High School for the Performing and Visual Arts

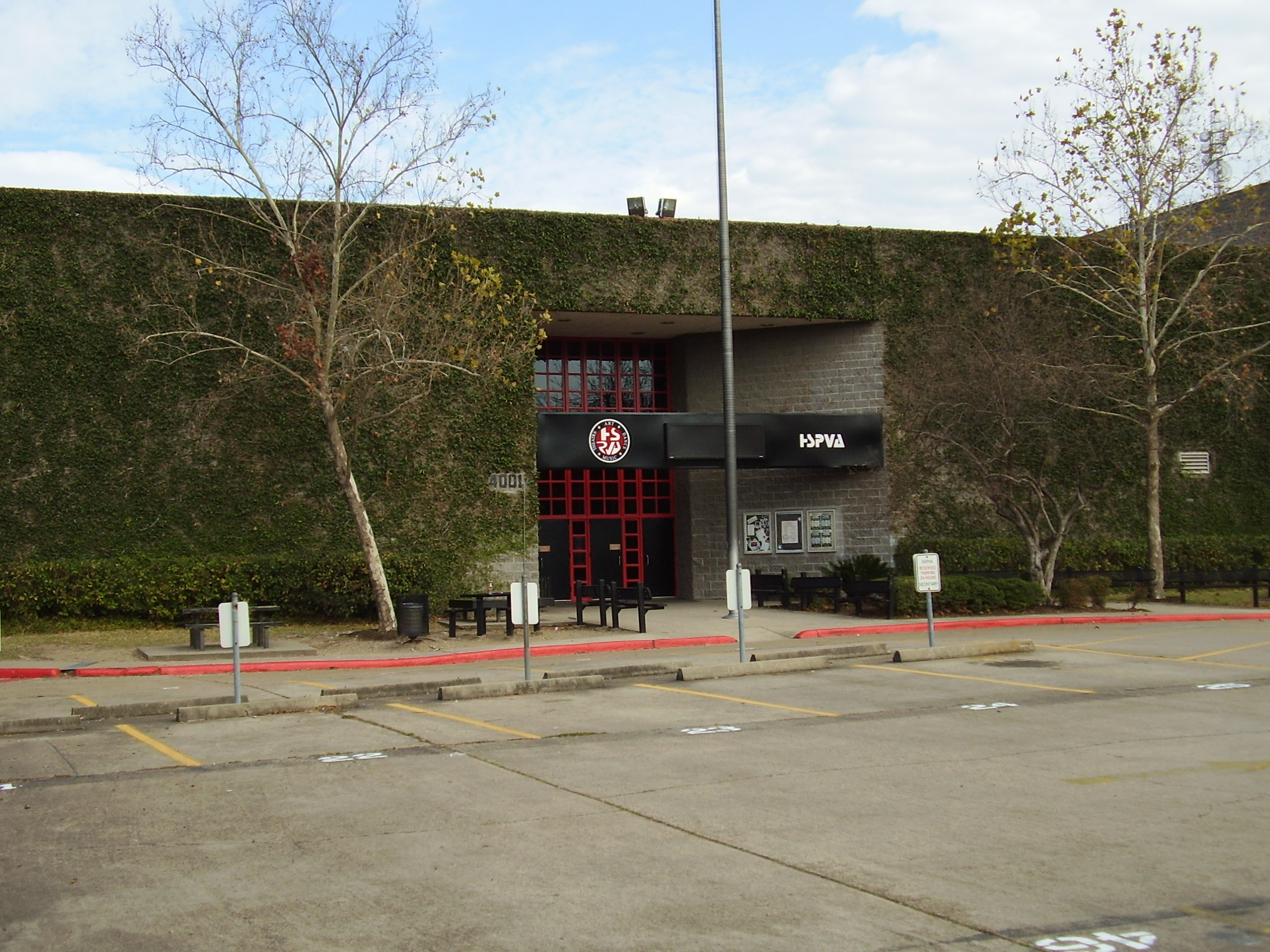
High School for the Performing and Visual Arts old campus, Montrose

Die High School for the Performing and Visual Arts (oder: HSPVA) ist eine High School (Houston Independent School District) in Houston/Texas.

## Geschichte
Die Schule wurde 1971 in Houston/Texas gebaut. Sie wurde dort errichtet, wo vorher das Congregation Beth Israel gestanden hat. 1981 zog die Schule in die 4001 Stanford Street, wo die ehemalige Montrose-Elementary School stand.
In den 1990er Jahren zog die Schule ins Downtown-Viertel der Stadt. 2005 wurde die Schule als National Blue Ribbon School anerkannt. Es existierten Pläne zum Bau eines neuen Gebäudedistriktes, welches ein Theater für 2000 Zuschauer, Fakultäten und ein Aufnahmestudio beinhaltet, jedoch wurde das Projekt im Jahr 2007 abgelehnt.

## Einteilung
Die Schule beinhaltet die Klassenstufen 9 bis 12 und ist in fünf künstlerische Bereiche unterteilt. Diese sind Instrumentalmusik, Gesang, Tanzen, Schauspielen und die visuelle Kunst. Kurz vor jedem Ende eines Semesters haben die Studenten die Pflicht ein Portfolio anzufertigen, in der sie unter anderem anzugeben haben, in welchem Bereich man im nächsten Semester unterrichtet werden will.

## Studentenaufnahmen
Die Schule nimmt hauptsächlich Schüler nach der 8. Jahrgangsstufe der St. Mark’s Episcopal School, Presbyterian School, River Oaks Baptist School, John Paul II School und der Annunciation Orthodox School auf. Bekannte Ausnahmen stellen die Sängerin Beyoncé Knowles und Schauspielerin Renée O’Connor dar.

## Bekannte Schulabgänger
- Lisa Hartman (* 1956), Schauspielerin und Sängerin
- Susan Choi
- Mireille Enos
- Justin Furstenfeld
- Robert Glasper
- John Gremillion
- Everette Harp
- Sara Hickman
- Beyoncé Knowles
- Jason Moran
- Matthew Mullenweg
- Renée O’Connor
- Donnie Scantz
- Kendrick Scott
- Mark Seliger
- Ronen Segev
- Helen Sung
- Jimmy Tsai
- Chandra Wilson
- Chris Dave